# Rock 'n' Roll Is King
«Rock 'n' Roll is King» es una canción del grupo británico Electric Light Orchestra, publicada en el álbum de estudio Secret Messages (1983). La canción, compuesta por Jeff Lynne, fue también publicada como el primer sencillo del álbum en junio de 1983.
La canción, que supuso un retorno del grupo a las raíces del rock e incluyó un solo de violín de Mik Kaminski, sufrió varios cambios durante las sesiones de grabación, siendo originalmente titulada «Motor Factory», con una letra completamente distinta. El sencillo, con «After All» como cara B, se convirtió en el último en alcanzar los veinte primeros puestos de la lista UK Singles Chart, y llegó en agosto de 1983 al puesto 19 en los Estados Unidos. 
Según Dave Morgan: «Canté en unos pocos temas. Canté en "Rock 'n' Roll is King". Toqué en ese, pero no era llamado así, era algo sobre trabajar en Austin Longbridge. Estaba lleno de sonidos de fábricas de automóviles, podías oír como alguien golpeando un torno con un martillo, y Jeff Lynne se fue y lo convirtió en "Rock 'n' Roll Is King", borró todo lo que habíamos hecho. Era mucho mejor la forma en la que la terminó que como estaba antes».

## Posición en listas
| País           | Lista                                      | Posición |
| -------------- | ------------------------------------------ | -------- |
| Australia      | Australian Kent Music Report Singles Chart | 13       |
| Austria        | Ö3 Austria Top 40                          | 16       |
| Bélgica        | Ultratop 200 Albums                        | 4        |
| Canadá         | RPM Top Singles                            | 6        |
| Países Bajos   | Dutch Top 40                               | 4        |
| Alemania       | Media Control Charts                       | 17       |
| Irlanda        | Irish Singles Chart                        | 4        |
| Nueva Zelanda  | New Zealand Music Chart                    | 17       |
| Noruega        | Norwegian Singles Chart                    | 6        |
| Polonia        | Polish Singles Chart                       | 2        |
| Sudáfrica      | South African Singles Chart                | 7        |
| Suecia         | Swedish Singles Chart                      | 20       |
| Suiza          | Swiss Singles Chart                        | 8        |
| Reino Unido    | UK Singles Chart                           | 13       |
| Estados Unidos | Billboard Hot 100                          | 19       |
| Estados Unidos | Billboard Mainstream Rock Tracks           | 19       |
| Estados Unidos | Billboard Adult Contemporary               | 36       |
| Estados Unidos | Cash Box Top 100 Singles                   | 22       |